# منحنى التبريد

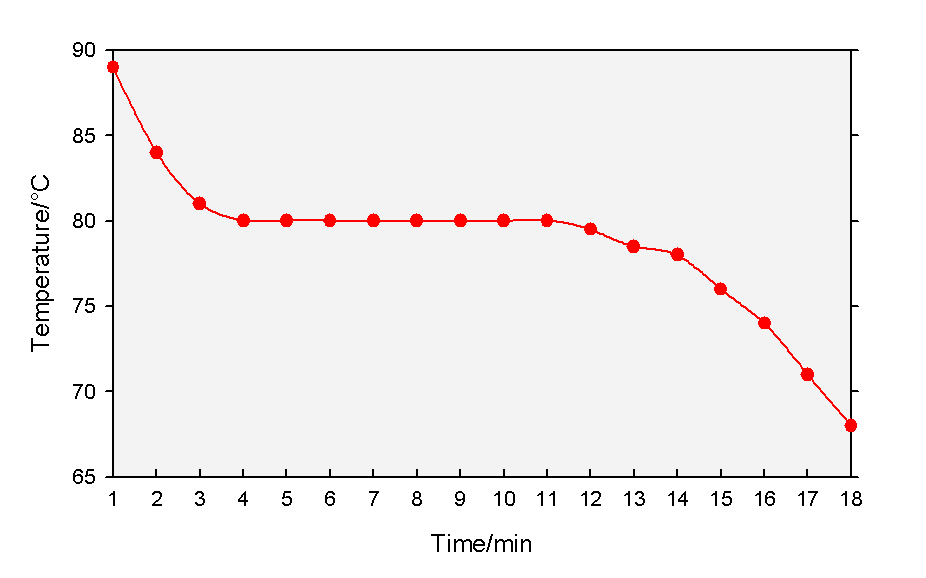
منحنى تبريد.

منحنى التبريد هو خط رسومي يمثل تغير طور المادة، سواء كان التغير من غاز إلى سائل أو من سائل إلى صلب، ويمثل المنحنى درجة الحرارة كدالة في الزمن. وعند تسخين كتلة من الثلج، فإن انخفاض درجة الحرارة لا يكون انخفاضا مستقيما أو حتى منحنيا بل إنه على عكس ذلك، فعند تبدل طور المادة فإن درجة الحرارة تسلك خطا أفقيا. وهذا الخط الأفقي يحدد مستواه نقطة تدعى "نقطة الانصهار". فعلى سبيل المثال ،تبلغ درجة انصهار السالول 45°، ودرجة انصهار حمض الشمع هي 69°، ومعنى هذا أنه عند تبريد حمض الشمع من سائل إلى صلب، فإنه سيسلك خطا أفقيا عند تلك الدرجة. ويظهر في الرسم في الأسفل مثال من أمثلة منحنى التبريد يستعمل في السباكة.

نقطة البداية هي التي عندما (ز=0) والمادة عند هذه النقطة في حالة غازية.ثم تبدأ درجة الحرارة في النزول، وعندما يتغير طور المادة فإن النزول في درجة الحرارة يبدأ في اتخاذ «استراحة حرارية» أو «مسلك أفقي» وتثبت درجة الحرارة لفترة من الزمن وعزو هذا أن الطاقة الداخلية للمادة في الحالة السائلة أكبر من الطاقة الداخلية لذات المادة في الحالة الغازية.وكمية الطاقة اللازمة لتغيير الطور تسمي الطاقة الكامنة ومعدل التبريد هو ميل المستقيم عند أي نقطة.في الفترة الزمنية التي تتقلص فيها درجة الحرارة تنخفض الطاقة الحركية تباعا في حين تثبت طاقة الوضع.أما عند ثبوت درجة الحرارة فيصاحب ذلك ثبوت للطاقة الحركية وانخفاض لطاقة الوضع.